# عابس بن أبي شبيب الشاكري
عابس بن أبي شبيب الشاكري  أحد قتلى معركة كربلاء، كان خطيبًا، وناسكًا، متهجّدًا.

## مقتله
ذُكر بأنه لما قدم مسلم بن عقيل إلى الكوفة وقرأ على الناس كتاب الحسين قام عابس وأعلن عزمه على الثورة واستعداده للتضحية. وبعد مبايعة أهل الكوفة لمسلم بن عقيل، أرسله مسلم إلى الحسين بالرسالة التي أخبره فيها ببيعة أهل الكوفة.
وفي سنة 61 هـ نزل إلى الميدان هو وحليفه شوذب وقاتلا حتّى قُتلا.